# Elvis Sina
Elvis Sina (Tirana, 14 novembre 1978) è un ex calciatore albanese, di ruolo difensore.

## Carriera

### Nazionale
Ha collezionato 5 presenze con la nazionale albanese.

## Statistiche

### Presenze e reti nei club
Statistiche aggiornate al 14 ottobre 2007.
| Stagione             | Squadra              | Campionato           | Campionato | Campionato | Coppa nazionale | Coppa nazionale | Coppa nazionale | Coppe europee | Coppe europee | Coppe europee | Altre coppe | Altre coppe | Altre coppe | Totale | Totale |
| Stagione             | Squadra              | Comp                 | Pres       | Reti       | Comp            | Pres            | Reti            | Comp          | Pres          | Reti          | Comp        | Pres        | Reti        | Pres   | Reti   |
| -------------------- | -------------------- | -------------------- | ---------- | ---------- | --------------- | --------------- | --------------- | ------------- | ------------- | ------------- | ----------- | ----------- | ----------- | ------ | ------ |
| 1996-1997            | Tirana               | KP                   | 7          | 0          | CA              | 0               | 0               | CU            | 0             | 0             | -           | -           | -           | 7      | 0      |
| 1997-1998            | Tirana               | KP                   | 31         | 1          | CA              | 0               | 0               | -             | -             | -             | -           | -           | -           | 31     | 1      |
| 1998-1999            | Tirana               | KS                   | 28         | 1          | CA              | 0               | 0               | -             | -             | -             | -           | -           | -           | 28     | 1      |
| 1999-2000            | Tirana               | KS                   | 25         | 2          | CA              | 0               | 0               | UCL           | 2             | 0             | -           | -           | -           | 27     | 2      |
| 2000-2001            | Tirana               | KS                   | 21         | 0          | CA              | 0               | 0               | UCL           | 2             | 0             | SA          | 1           | 0           | 24     | 0      |
| 2001-2002            | Tirana               | KS                   | 23         | 0          | CA              | 0               | 0               | CU            | 2             | 0             | SA          | 1           | 1           | 26     | 1      |
| 2002-2003            | Tirana               | KS                   | 25         | 0          | CA              | 2               | 0               | CU            | 2             | 0             | SA          | 1           | 0           | 30     | 0      |
| 2003-2004            | Tirana               | KS                   | 34         | 4          | CA              | 0               | 0               | UCL           | 4             | 0             | SA          | 1           | 1           | 39     | 5      |
| 2004-2005            | Tirana               | KS                   | 34         | 0          | CA              | 1               | 0               | UCL           | 3             | 0             | SA          | 0           | 0           | 38     | 0      |
| 2005-2006            | Tirana               | KS                   | 33         | 0          | CA              | 1               | 0               | UCL           | 4             | 0             | SA          | 1           | 0           | 39     | 0      |
| lug.-ago. 2006       | Tirana               | KS                   | 0          | 0          | CA              | 0               | 0               | CU            | 4             | 0             | SA          | 1           | 0           | 5      | 0      |
| 2006-2007            | Elbasani             | KS                   | 25         | 1          | CA              | 0               | 0               | UCL           | 0             | 0             | SA          | 0           | 0           | 25     | 1      |
| 2007-2008            | Tirana               | KS                   | 24         | 0          | CA              | 1               | 0               | UCL           | 2             | 0             | SA          | 1           | 0           | 28     | 0      |
| 2008-2009            | Dinamo Tirana        | KS                   | 30         | 0          | CA              | 4               | 0               | UCL           | 2             | 0             | SA          | 1           | 0           | 37     | 0      |
| lug. 2009            | Dinamo Tirana        | KS                   | 0          | 0          | CA              | 0               | 0               | UEL           | 1             | 0             | SA          | 0           | 0           | 1      | 0      |
| Totale Dinamo Tirana | Totale Dinamo Tirana | Totale Dinamo Tirana | 30         | 0          |                 | 4               | 0               |               | 3             | 0             |             | 1           | 0           | 38     | 0      |
| 2009-2010            | Tirana               | KS                   | 27         | 0          | CA              | 3               | 0               | UCL           | -             | -             | SA          | 0           | 0           | 30     | 0      |
| 2010-2011            | Tirana               | KS                   | 29         | 0          | CA              | 6               | 0               | UEL           | 4             | 0             | SA          | 1           | 0           | 40     | 0      |
| 2011-2012            | Tirana               | KS                   | 20         | 0          | CA              | 13              | 0               | UEL           | 0             | 0             | SA          | 1           | 0           | 34     | 0      |
| 2012-2013            | Tirana               | KS                   | 16         | 0          | CA              | 1               | 0               | UEL           | 2             | 0             | SA          | 1           | 0           | 20     | 0      |
| 2013-2014            | Tirana               | KS                   | 15         | 0          | CA              | 2               | 0               | -             | -             | -             | -           | -           | -           | 17     | 0      |
| Totale Tirana        | Totale Tirana        | Totale Tirana        | 392        | 8          |                 | 30              | 0               |               | 31            | 0             |             | 10          | 2           | 463    | 10     |
| Totale carriera      | Totale carriera      | Totale carriera      | 447        | 9          |                 | 34              | 0               |               | 34            | 0             |             | 11          | 2           | 526    | 11     |

## Statistiche

### Cronologia presenze e reti in nazionale
| Cronologia completa delle presenze e delle reti in nazionale ― Albania | Cronologia completa delle presenze e delle reti in nazionale ― Albania | Cronologia completa delle presenze e delle reti in nazionale ― Albania | Cronologia completa delle presenze e delle reti in nazionale ― Albania | Cronologia completa delle presenze e delle reti in nazionale ― Albania | Cronologia completa delle presenze e delle reti in nazionale ― Albania | Cronologia completa delle presenze e delle reti in nazionale ― Albania | Cronologia completa delle presenze e delle reti in nazionale ― Albania |
| Data                                                                   | Città                                                                  | In casa                                                                | Risultato                                                              | Ospiti                                                                 | Competizione                                                           | Reti                                                                   | Note                                                                   |
| ---------------------------------------------------------------------- | ---------------------------------------------------------------------- | ---------------------------------------------------------------------- | ---------------------------------------------------------------------- | ---------------------------------------------------------------------- | ---------------------------------------------------------------------- | ---------------------------------------------------------------------- | ---------------------------------------------------------------------- |
| 12-10-2002                                                             | Tirana                                                                 | Albania                                                                | 1 – 1                                                                  | Svizzera                                                               | Qual. Euro 2004                                                        | -                                                                      | 89’                                                                    |
| 16-10-2002                                                             | Mosca                                                                  | Russia                                                                 | 4 – 1                                                                  | Albania                                                                | Qual. Euro 2004                                                        | -                                                                      | 60’                                                                    |
| 29-5-2005                                                              | Varsavia                                                               | Polonia                                                                | 1 – 0                                                                  | Albania                                                                | Amichevole                                                             | -                                                                      | 78’                                                                    |
| 8-6-2005                                                               | Copenaghen                                                             | Danimarca                                                              | 3 – 1                                                                  | Albania                                                                | Qual. Mondiali 2006                                                    | -                                                                      | 90’                                                                    |
| 16-8-2005                                                              | Tirana                                                                 | Albania                                                                | 2 – 1                                                                  | Azerbaigian                                                            | Amichevole                                                             | -                                                                      | 90’                                                                    |
| Totale                                                                 |                                                                        | Presenze                                                               | 5                                                                      |                                                                        | Reti                                                                   | 0                                                                      |                                                                        |

| Cronologia completa delle presenze e delle reti in nazionale (Partite non ufficiali) ― Albania | Cronologia completa delle presenze e delle reti in nazionale (Partite non ufficiali) ― Albania | Cronologia completa delle presenze e delle reti in nazionale (Partite non ufficiali) ― Albania | Cronologia completa delle presenze e delle reti in nazionale (Partite non ufficiali) ― Albania | Cronologia completa delle presenze e delle reti in nazionale (Partite non ufficiali) ― Albania | Cronologia completa delle presenze e delle reti in nazionale (Partite non ufficiali) ― Albania | Cronologia completa delle presenze e delle reti in nazionale (Partite non ufficiali) ― Albania | Cronologia completa delle presenze e delle reti in nazionale (Partite non ufficiali) ― Albania |
| Data                                                                                           | Città                                                                                          | In casa                                                                                        | Risultato                                                                                      | Ospiti                                                                                         | Competizione                                                                                   | Reti                                                                                           | Note                                                                                           |
| ---------------------------------------------------------------------------------------------- | ---------------------------------------------------------------------------------------------- | ---------------------------------------------------------------------------------------------- | ---------------------------------------------------------------------------------------------- | ---------------------------------------------------------------------------------------------- | ---------------------------------------------------------------------------------------------- | ---------------------------------------------------------------------------------------------- | ---------------------------------------------------------------------------------------------- |
| 6-9-2002                                                                                       | Kosovska Mitrovica                                                                             | Kosovo                                                                                         | 0 – 1                                                                                          | Albania                                                                                        | Amichevole                                                                                     | -                                                                                              | 41’                                                                                            |
| Totale                                                                                         |                                                                                                | Presenze                                                                                       | 1                                                                                              |                                                                                                | Reti                                                                                           | 0                                                                                              |                                                                                                |

## Palmarès

### Club

#### Competizioni nazionali
- Campionato albanese: 4

Tirana: 1999-2000, 2002-2003, 2003-2004, 2004-2005
- Coppa d'Albania: 5

Tirana: 2000-2001, 2001-2002, 2005-2006, 2010-2011, 2011-2012
- Supercoppa d'Albania: 7

Tirana: 2000, 2002, 2003, 2005, 2007, 2011
Dinamo Tirana: 2008